# Baía Possessão

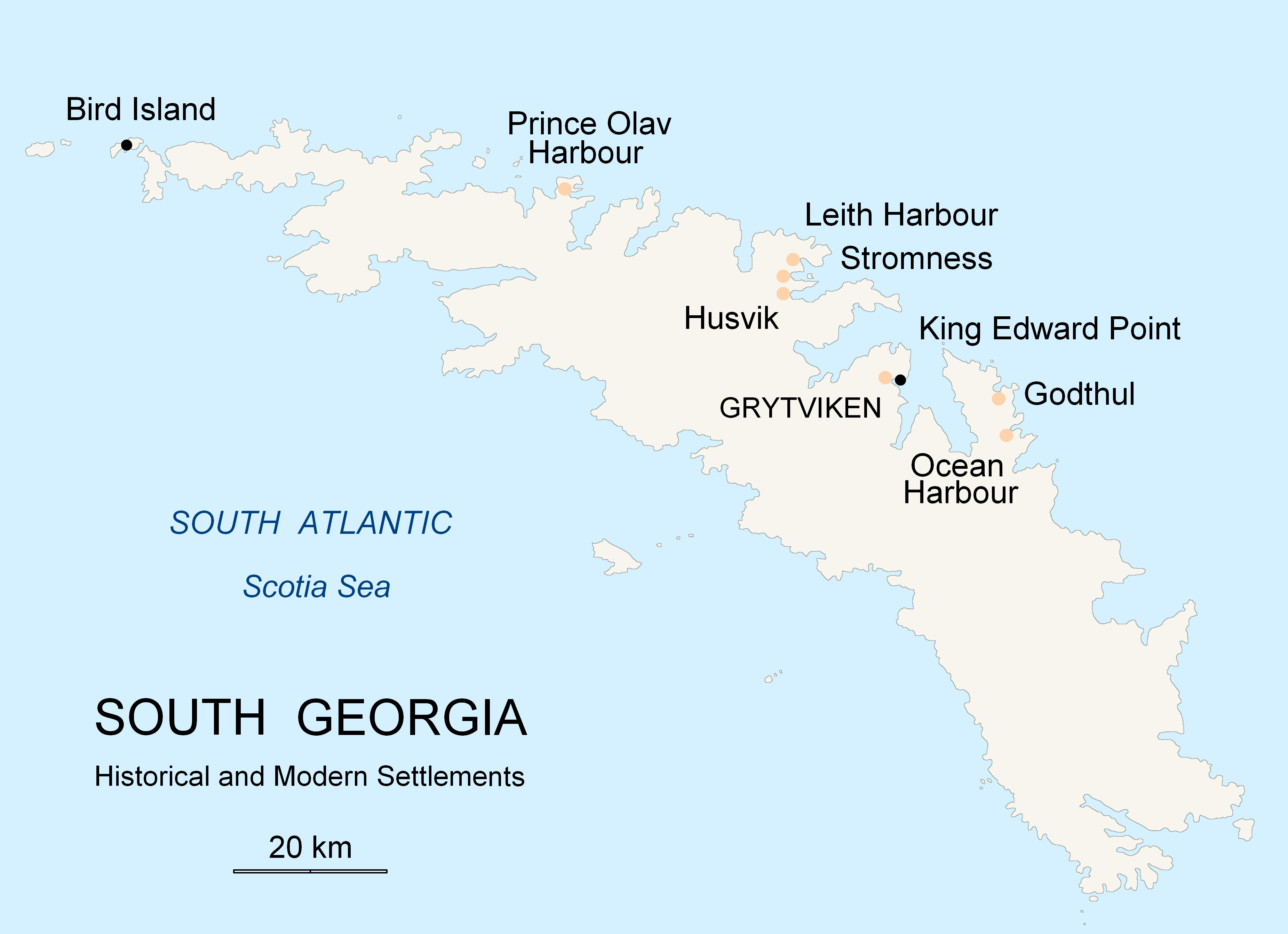
A Baía Possessão fica situada à direita do Porto do Príncipe Olav.

A Baía Possessão é uma baía com 3,2 km de largura na costa norte da ilha Geórgia do Sul, na região sul do oceano Atlântico.
Foi descoberta por uma expedição Britânica liderada por James Cook, em 1775. Cook fez o primeiro desembarque na Geórgia do Sul próximo desta baía. 